# Khalid Payenda
Mohammad Khalid Payenda es un economista y político afgano, quien se desempeñó brevemente como Ministro de Finanzas de ese país entre enero y agosto de 2021.

## Biografía
Se graduó en 2009 de la Universidad de Illinois en Urbana-Champaign, en Estados Unidos, obteniendo una maestría en políticas de Desarrollo y Economía. Así mismo, posee una maestría Finanzas y Banca y otra licenciatura en Administración de Empresas.
Comenzó su carrera pública como funcionario del Ministerio de Rehabilitación y Desarrollo Rural en 2003. Fue contratado por el Banco Mundial en Kabul en 2004 como analista del Fondo de Reconstrucción de Afganistán, y entre 2006 y 2008, se desempeñó como economista en la sede del Banco Mundial en Kabul. En 2010 se unió al Ministerio de Finanzas como asesor de política financiera y en 2011 fue ascendido a asesor senior en política económica, cargo que ocupó hasta 2015.
En 2015, con la llegada al poder del Gobierno de Unidad Nacional, fue designado como director general del Departamento de Política Fiscal y Gran Economía del Ministerio de Finanzas. El mismo año, con el establecimiento del Consejo Económico Supremo, fue nombrado como representante del Ministerio de Finanzas ante tal organismo.
Comenzó a trabajar como asesor de política financiera en el Ministerio de Finanzas en 2010 y luego continuó en 2011 como asesor senior de política económica en el Ministerio de Finanzas hasta 2015. En 2017 fue nombrado Viceministro de Finanzas.
El 23 de enero de 2021, el presidente Ashraf Ghani Ahmadzai destituyó al Ministro de Finanzas, Abdul Hadi Arghandiwal, y nombró en su reemplazó a Payenda. Durante su gestión se dio la avanzada talibán que ha puesto al país al borde del colapso. Debido a que en menos de un mes los talibanes tomaron el control sobre la mayoría de puestos aduaneros, que constituían el 50% de los ingresos del gobierno, produciendo perdidas de US$30 millones, el 10 de agosto, menos de siete meses después de asumir el cargo, renunció y huyó del país, citando como causas de renuncia el desangramiento de las finanzas afganas, la incapacidad para dar una respuesta efectiva a tal situación y la inseguridad del país. Se estableció en Estados Unidos, donde, además, se hallaba siendo tratada su esposa. Fue reemplazado en el cargo interinamente por el viceministro Alem Shah Ibrahimi.
Después de salir de Afganistán, Payenda obtuvo una beca Fulbright en la Universidad de Illinois e impartió un curso en la Universidad de Georgetown. A la primavera de 2022, trabajaba en el área de Washington D. C. como conductor de Uber.